# Kájov
Kájov (en allemand : Gojau) est une commune du district de Český Krumlov, dans la région de Bohême-du-Sud, en République tchèque. Sa population s'élevait à 1 996 habitants en 2024.

## Géographie
Kájov est arrosé par la Polečnice, un affluent de la Vltava, et se trouve à 5 km à l'ouest de Český Krumlov, à 25 km au sud-ouest de České Budějovice et à 142 km au sud de Prague.

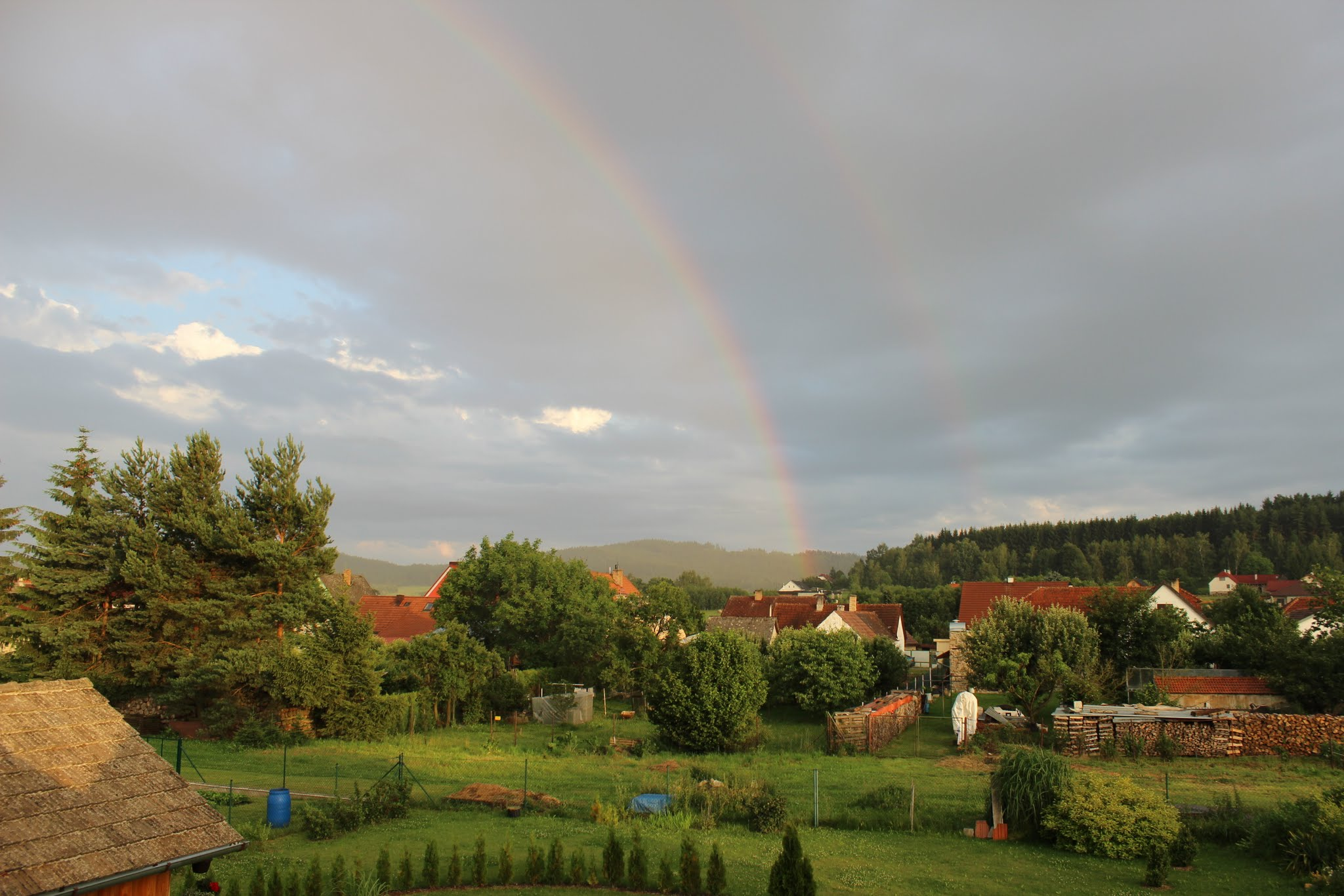
Kájov : vue générale.

La commune est limitée par Křemže au nord, par Srnín, Přísečná et Český Krumlov à l'est, par Větřní et Bohdalovice au sud, et par Hořice na Šumavě, le terrain militaire de Boletice et Chvalšiny à l'ouest.

## Histoire
La première mention écrite de la localité date de 1263.

## Transports
Par la route, Kájov se trouve à 6,5 km de Český Krumlov, à 32 km de České Budějovice et à 170 km de Prague.